# Eucremastus collaris
Eucremastus collaris là một loài tò vò trong họ Ichneumonidae.